# カール・トゥーミィ
カール・"トゥームストーン"・トゥーミィ（Carl "Tombstone" Toomey、1972年3月15日 - ）は、オーストラリアの男性総合格闘家。クイーンズランド州ブリスベン出身。Muay Thai Mulisha所属。
総合格闘技XFCとムエタイXMTの二つの競技でタイトルを獲得しており、ムエタイをバックボーンに持つ破壊力抜群の打撃からHERO'Sでは「オセアニアのKOマシーン」と紹介されていた。

## 来歴
2005年7月6日、初参戦となったHERO'Sで秋山成勲と対戦し、腕ひしぎ十字固めで一本負け。

## 戦績

### 総合格闘技
| 総合格闘技 戦績 | 総合格闘技 戦績 | 総合格闘技 戦績 | 総合格闘技 戦績 | 総合格闘技 戦績 | 総合格闘技 戦績 | 総合格闘技 戦績 |
| --------------- | --------------- | --------------- | --------------- | --------------- | --------------- | --------------- |
| 5 試合          | (T)KO           | 一本            | 判定            | その他          | 引き分け        | 無効試合        |
| 4 勝            | 3               | 1               | 0               | 0               | 0               | 0               |
| 1 敗            | 0               | 1               | 0               | 0               | 0               | 0               |

| 勝敗 | 対戦相手                 | 試合結果                  | 大会名                                                     | 開催年月日     |
| ○    | レオ・ディアス           | 2R KO（パンチ連打）       | Xtreme Fighting Championships 8                            | 2005年9月30日  |
| ×    | 秋山成勲                 | 1R 0:59 腕ひしぎ十字固め  | HERO'S 2005 ミドル級世界最強王者決定トーナメント開幕戦     | 2005年7月6日   |
| ○    | ペーター・ヒックモント   | 1R 0:39 フロントチョーク  | XFC 7: Clash of the Champions                              | 2005年6月3日   |
| ○    | プリスクス・フォガグノロ | 1R TKO（バスター）        | Dojo KO: First Elimination                                 | 2005年5月7日   |
| ○    | トレント・デブー         | 1R 1:01 TKO（パンチ連打） | XFC 6: Ultimate Fighting Returns 【XFCミドル級王座決定戦】 | 2004年11月20日 |

### キックボクシング
- 6戦5勝1敗

## 獲得タイトル
- XFCミドル級王座（2004年）